# Heliconia mucronata
Heliconia mucronata är en enhjärtbladig växtart som beskrevs av Humberto de Souza Barreiros. Heliconia mucronata ingår i släktet Heliconia och familjen Heliconiaceae. Inga underarter finns listade.